# Мирне (Токмацька міська громада)
Ми́рне — село в Україні, у Токмацькій міській громаді Пологівського району Запорізької області. Населення становить 171 осіб. До 2020 орган місцевого самоврядування - Новенська сільська рада.
Село тимчасово окуповане російськими військами в березні в ході російсько-української війни.

## Географія
Село Мирне знаходиться на відстані 4 км від сіл Чистопілля та Червоногірка.

## Історія
- 1932 — дата заснування як Ротата Балка.
- В 1958 році перейменоване в село Мирне.
- 12 червня 2020 року, відповідно до розпорядження Кабінету Міністрів України № 713-р «Про визначення адміністративних центрів та затвердження територій територіальних громад Запорізької області», увійшло до складу Токмацької міської громади[1].
- 19 липня 2020 року, у результаті адміністративно-територіальної реформи та ліквідації Токмацького району, село увійшло до складу Пологівського району[2].

## Населення

### Мова
Розподіл населення за рідною мовою за даними перепису 2001 року:
| Мова       | Кількість | Відсоток |
| ---------- | --------- | -------- |
| українська | 130       | 76.02%   |
| російська  | 39        | 22.82%   |
| білоруська | 1         | 0.58%    |
| вірменська | 1         | 0.58%    |
| Усього     | 171       | 100%     |